# Łozenica
Łozenica (bułg. Лозеница) – wieś w Bułgarii, w obwodzie Błagojewgrad, w gminie Sandanski. Według Ujednoliconego Systemu Ewidencji Ludności oraz Usług Administracyjnych dla Ludności, miejscowość zamieszkuje 63 mieszkańców.
Miejscowość do 1934 roku nazywała się Dere misilim. We wsi znajduje się cerkiew św. Eliasza z XVII wieku.

## Osoby związane z miejscowością
- Wangeł Andonow (1880–1922) – bułgarski członek WMRO
- Atanas Pawłow (1822–1907) – bułgarska cerkiewna postać